# Prova ràpida d'antigen
Una prova ràpida d'antigen (PRA, en anglès Rapid antigen test abreviada com RAT), o simplement prova ràpida, és una prova de diagnòstic ràpid adequada per a proves de punt de cura que detecten directament la presència o absència d’un antigen. S’utilitza habitualment per a la detecció de SARS-CoV-2, el virus que provoca COVID-19. Les proves ràpides són un tipus de proves de flux lateral que detecten proteïnes, distingint-les d'altres proves mèdiques que detecten anticossos (proves d'anticossos) o àcid nucleic (proves d'àcid nucleic), de tipus laboratori o de punt de cura. Les proves ràpides solen donar un resultat en 5 a 30 minuts, requereixen un mínim entrenament o infraestructura i tenen avantatges significatius en el cost.

## Usos de la prova ràpida d'antigen
- Proves ràpides relacionades amb proves COVID-19
- Proves ràpides de strep (per a antígens estreptocòcics[1]
- Proves de diagnòstic ràpid de la grip (RIDT) (per a antígens del virus de la grip)
- Proves de detecció d'antígens de la malària (per a antígens Plasmodium)

## Bases científiques i biologia subjacent
Proves d'antigen i proves d'anticossos sovint són immunoassaigs (IAS) d'un tipus o un altre, com ara tires reactives d'execució o immunoassaigs de fluorescència, però la PRA és un assaig inmunocromatogràfic que dona resultats visuals que es poden veure a simple vista. Es considera que és qualitatiu, però una persona experimentada en proves RDT pot quantificar fàcilment els resultats. En ser una prova de detecció, si la sensibilitat i l'especificitat són relativament baixes per a la prova, els resultats s’han d’avaluar sobre la base de proves de confirmació com la prova de PCR o western blot.
Un avantatge inherent d’una prova d’antigen sobre una prova d’anticossos (com ara proves ràpides de detecció d’anticossos) és que el sistema immunitari pot trigar a desenvolupar anticossos després que comenci la infecció, però l’antigen estrany és present de seguida. Tot i que qualsevol prova diagnòstica pot tenir falsos negatius, aquest període de latència pot obrir una via especialment àmplia per als falsos negatius en les proves d’anticossos, tot i que els detalls depenen de quina malaltia i de quina prova estan implicats. Les proves ràpides d’antígens costen normalment uns 5,00 dòlars EUA.

## Proves ràpides d'antigen COVID-19
Les proves ràpides d’antigen per a COVID-19 són una de les aplicacions més útils d’aquestes proves. Sovint anomenades proves de flux lateral, han proporcionat als governs mundials diversos beneficis. S’implementen ràpidament amb una formació mínima, ofereixen avantatges significatius en el cost, costant una fracció de les formes existents de proves de PCR i donen als usuaris un resultat en un termini de 5 a 30 minuts. Les proves ràpides d’antigen han trobat el seu millor ús com a part de les proves massives o enfocaments de cribratge a tota la població. Tenen èxit en aquests enfocaments, ja que, a més dels avantatges esmentats, identifiquen les persones que són les més infeccioses i que podrien propagar el virus a un gran nombre d'altres persones. Això difereix lleugerament d'altres formes de COVID-19, com la PCR, que generalment es considera una prova útil per a individus.

### Història del desenvolupament de la tecnologia de proves ràpides COVID-19
Les proves ràpides de COVID-19 van sorgir de la gran inversió del controvertit programa Moonshot del Regne Unit, un programa de 100.000 milions de lliures esterlines per avaluar, desenvolupar i implementar sistemàticament noves tecnologies per a les proves de COVID-19. Les proves ràpides es van assentar inicialment dins d’aquesta canalització d’avaluació sistemàtica al costat de moltes altres suposades tecnologies de proves COVID-19 com Lamp, Lampore, PCR de punt d’atenció, espectrometria de masses i agrupació de mostres. No obstant això, a mesura que les avaluacions continuaven, les proves ràpides van sorgir com la forma més exitosa de provar COVID-19 dins d’aquest programa per complementar les proves de PCR existents.

### Guia internacional per a l'ús i el desenvolupament de la tecnologia de proves ràpides COVID-19
Les primeres raons científiques per a la utilitat potencial de proves ràpides i la direcció global per al desenvolupament de tecnologia de proves ràpides van ser impulsades per orientacions provisionals de l'OMS que van marcar els beneficis potencials. L'informe va assenyalar que les proves ràpides eren molt més fàcils d'implementar i tenien beneficis en termes de costos. L'OMS va recomanar el seu ús en brots, per a la identificació precoç dels casos i per controlar les tendències de la malaltia. Més endavant, i després d'un corpus d'estudis que va augmentar ràpidament, aquesta recomanació va ser ampliada per la Comissió Europea. La Comissió Europea va recomanar l’ús de tecnologia de proves ràpides per al cribratge de tota la població, on la proporció de positivitat de la prova és alta o molt alta. Al gener de 2021, la Comissió Europea va acordar reforçar la seva posició, defensant un ús molt més gran de les proves ràpides, i va assenyalar que «si la investigació demostra que les proves ràpides d'antigen poden ser realitzades pels mateixos testificats... autotest amb o sense guia professional també es podria considerar «.

### Estudis inicials
Un dels estudis definitius per a proves ràpides va ser completat per Public Health England, Universitat d'Oxford i Universitat de Manchester i llançat pel professor Richard Body i el doctor Lennard Lee. L'estudi Falcon-C19, que es va llançar en un termini de tres dies el 17 de setembre. El primer pacient va ser reclutat al pàrquing de l'estadi Manchester City Etihad en un nou centre d’investigació de proves COVID-19. L'estudi es va ampliar ràpidament per incloure 14 llocs de recerca comunitaris a tot el Regne Unit. L'estudi es va tancar el 23 d'octubre, després d'haver completat 878 persones. L'estudi va ser un dels estudis de recerca més ràpids del Regne Unit sobre el COVID-19 al país. L'estudi va proporcionar evidències definitives que els dispositius de prova ràpida eren capaços d'obtenir resultats positius amb una alta precisió. En aquest estudi es van validar un total de 4 proves ràpides, incloses Innova i Orientgene, mitjançant mostres de hisop de persones amb malaltia simptomàtica i asimptomàtica.
Al voltant del llançament de l’anàlisi provisional d’aquest estudi del Regne Unit, els EUA van confirmar que es comprarien 100 milions de proves ràpides a Abbott i s’enviarien a tot el país per iniciar estudis similars als Estats Units que complementessin els estudis iniciats per la Universitat d’Oxford.

### Estudis de valoració a tot el món
El 2 de novembre, Eslovàquia es va convertir en el primer país del món a iniciar proves massives a tot el país mitjançant proves ràpides. Cinc milions de proves ràpides van ser realitzades per 60.000 empleats que van utilitzar la prova d’antigen SD Biosensor i van realitzar un assotament a la població. Això va portar a la Comissió Europea a recomanar que s’utilitzessin proves ràpides com a part del cribratge a tota la població. Dos estudis de recerca publicats a principis del 2021, un pel professor Martin Kahanec de la Central European University i els seus coautors i un altre per Martin Pavelka de la London School of Hygiene & Tropical Medicine i el seu equip suggereixen que els efectes de l’ona de tardor de massa antígena ràpida les proves a Eslovàquia van ajudar a suprimir la pandèmia al país, tot i que, segons l'antic estudi, l'efecte de les proves massives sobre la pandèmia va ser temporal i es va començar a dissipar al cap de dues setmanes.
El Regne Unit va continuar el seu programa de desenvolupament de proves ràpides en curs mitjançant la prova ràpida Innova, amb una urgència creixent a mesura que els casos de COVID-19 augmentaven a tot Europa. El 6 de novembre, el primer ministre, Boris Johnson, va iniciar la projecció de Liverpool a tota la ciutat com a part de l’avaluació tecnològica accelerada. També es va llançar una nova expansió dels pilots de proves ràpides en molts sectors on les proves no havien estat disponibles prèviament. Entre ells, hi havia estudiants de les universitats que havien estat especialment afectats per brots. Això va començar inicialment a la Universitat de Durham, que tenia la infraestructura i l'experiència necessària per gestionar el programa de proves ràpides, però es va ampliar la majoria de les universitats del Regne Unit i va permetre que el pla nacional d'evacuació portés els estudiants a casa amb seguretat per Nadal. També es van implementar proves ràpides dins del Servei Nacional de Salut per al personal per reduir la possible transmissió als pacients, les autoritats locals i els centres d’atenció per permetre les visites als residents. El 18 de novembre, Gal·les va completar les primeres proves del districte complet en un Merthyr Tydfil. En aquest moment, també es van implementar proves a les escoles dels Estats Units per a estudiants amb símptomes i a les llars i escoles de cura portugueses.
El Departament d'Emergències de l'Organització Mundial de la Salut (OMS) va iniciar els esforços mundials per intensificar les avaluacions de proves ràpides, que va llançar un important projecte d'implementació de proves de diagnòstic ràpid el 10 de novembre, ajudat per un acord de la Fundació Bill i Melinda Gates que limitava els costos per Països de renda baixa i mitjana.
Àustria va iniciar les proves massives a tot el país el 5 de desembre i va ordenar set milions de proves que consistien en la prova SD Biosensor i Siemens Clinitest (també conegut com Orientgene).
A mitjan desembre, hi havia molts estudis que confirmaven l'eficàcia i l'èxit de l'ús de proves ràpides per identificar individus amb COVID-19, inclosos estudis als Països Baixos, el Regne Unit, i els Estats Units. Tots aquests estudis van permetre proves ràpides per introduir estratègies nacionals estàndard de proves de COVID-19. El pilotatge global de proves ràpides era ara un lloc habitual a les escoles del Canadà, centres de viatges a Indonèsia, i a tota l'Índia.

### Preocupacions sobre l’ús
Moltes persones han expressat la seva preocupació pel fet que la precisió de les proves ràpides no fos tan bona com la forma existent de PCR de proves COVID-19. Les dades publicades a la pantalla de tota la ciutat del Regne Unit a Liverpool van il·lustrar que els operadors de l'exèrcit de la prova van obtenir el rendiment de la prova de científics de laboratori entrenats, després d'altres pilots a l'Índia. Això va causar problemes menors a la comunitat científica-psicològica, on es va debatre sobre si les proves ràpides podrien conduir a una falsa tranquil·litat i un canvi de comportament. No obstant això, es va confirmar un canvi en la reflexió sobre l'ús de proves ràpides després d'una publicació dels EUA. El professor Michael Mina va teoritzar que les proves ràpides encara serien útils ja que identificaven individus infecciosos, i els possibles beneficis observats en repetir proves ràpides i obtenir un resultat molt més ràpid que altres formes de proves. La doctora clínica principal del Regne Unit, la doctora Susan Hopkins, també va assenyalar que les proves ràpides proporcionaven un mitjà per «provar persones que no podríem trobar d'una altra manera».
Prenent nota de la capacitat d’identificar els casos més ràpidament i tenint en compte l'escalada que es produeix a Europa, la comissió europea es va reunir l’11 de desembre i va desenvolupar un marc europeu comú per a “l’ús, la validació i el reconeixement mutu de les proves ràpides”, comprometent 100 milions d’euros per la compra de proves a Roche i Abbott. Stella Kyriakides, comissària de Salut i Seguretat Alimentària, va dir que «Les proves ràpides d'antígens ens ofereixen rapidesa, fiabilitat i respostes ràpides per aïllar els casos de COVID. Això és crucial per frenar la propagació de la pandèmia «.
Altres individus han manifestat preocupacions sobre la lentitud de la presa i el desplegament de proves ràpides i la possible pèrdua de vides que es podria haver produït com a resultat. Un grup acadèmic del Canadà va assenyalar que la meitat de les defuncions a les llars d’assistència a la primera part de la pandèmia s’haurien pogut prevenir amb proves ràpides.

### Aprovació reguladora mundial per a l'ús per a proves COVID-19
Després de l'èxit de nombrosos estudis a tot el món per analitzar proves ràpides a partir d'agost de 2020, els organismes reguladors de tot el món van aprovar les proves ràpides com a part d'una estratègia per utilitzar les proves com «un nou enfocament per combatre la pandèmia». El 16 de desembre, la FDA es va convertir en la primera autoritat en aprovar la prova ràpida Abbott. Es van donar les aprovacions posteriors per a la prova casolana d’Ellume COVID-19.
Health Canada també va aprovar proves ràpides amb el seu assessor, el professor David Juncter, assenyalant que “les millors proves ràpides són molt precises per detectar persones contagioses” i l'especialista en malalties infeccioses, Jean Longtin, va assenyalar “Ens permetrà avançar més ràpidament que el virus i trobar contactes de la persona en una o dues hores, en lloc d’esperar 24 hores «.
El 23 de desembre, MHRA del Regne Unit va confirmar la seva aprovació de la prova ràpida Innova per a les proves d’autoús. Després del clar èxit mundial d’aquest desenvolupament global de proves ràpides, Sir John Bell, professor de medicina de Regius a la Universitat d’Oxford, va dir que “les proves ràpides eren una bona part de la bona defensa contra el coronavirus perquè eren ràpides, barates i disponibles per a ús repetit. ”.

### Proves ràpides com a «retorn a la normalitat»
Espanya es va convertir en el primer país a utilitzar les proves ràpides per facilitar el retorn a la normalitat, ja que les proves ràpides estan àmpliament disponibles a les farmàcies i un concert de música gratuït celebrat a Barcelona per a persones que van fer una prova ràpida. A Albània es va adoptar un enfocament similar per permetre els festivals de música. Tanmateix, molts experts no estaven segurs d'aquest enfocament creient que «les proves ràpides no són la solució per reiniciar la vida normal» sinó que es podrien utilitzar en combinació amb altres mesures de control de prevenció d'infeccions vitals com ara portar un EPI adequat, rentar-se les mans regularment i socialment el distanciament per permetre a la gent passar aquest temps vital amb aquells que estimen alhora que ajuda a mantenir-los més segurs.

### Noves soques COVID-19
El 22 de desembre de 2020 es va identificar al Regne Unit una nova soca més infecciosa de SARS-CoV-2, VOC-202012/01. La soca es va estendre ràpidament per tot el món. Amb l’ús generalitzat generalitzat d’aquesta forma de proves COVID-19, hi havia la preocupació que aquesta variant faria obsoleta la prova ràpida. Com a part de l’avaluació accelerada de la tecnologia del flux lateral al Regne Unit, en un termini de 24 hores, els laboratoris de Public Health England van ser capaços de confirmar que les proves ràpides del desenvolupament global no van ser afectades i van poder identificar la nova variant. Això es deu al fet que la prova ràpida generalment es dirigeix a la proteïna nucleocàpsida i no a la proteïna espiga.

### Usos humanitaris per a proves ràpides
A més de l'ús rutinari de la comunitat, també s'han utilitzat proves ràpides com a part dels esforços humanitaris durant la pandèmia. Després de les inundacions a Jakarta, a Indonèsia, el 2 de desembre, es van fer proves ràpides als refugis contra inundacions. A més, després del tancament de les fronteres nacionals a Europa després de l'emergència de la nova soca del Regne Unit just abans de Nadal, prop de 6.000 camioners van quedar atrapats sense menjar, aturant efectivament els lliuraments d'aliments nadalencs. Els bombers francesos van desplegar proves ràpides en 24 hores al Canal. Les proves ràpides van permetre als camions sortir a la carretera, completar els seus lliuraments i tornar a les seves famílies per Nadal, demostrant la potencial utilitat mundial de tenir una prova COVID-19 fàcilment implementable. Metges sense fronteres va recolzar fermament l'ús de proves ràpides en països de renda mitjana i baixa, assenyalant que «les proves d'antigen COVID-19 poden proporcionar resultats ràpids i accionables, garantint la identificació oportuna de les persones infectades amb el virus a nivell comunitari».

### Amèrica i les proves ràpides
Després d’haver invertit considerablement en desenvolupament ràpid de tecnologia de proves juntament amb el Regne Unit, l’avaluació addicional de proves ràpides com a part dels enfocaments de proves massives als Estats Units es va aturar com a conseqüència de l’atzucac al voltant dels 900.000 milions de dòlars d’alleujament del COVID-19 inclosos en el Consolidat de 2020. Llei de crèdits de 2021. Es va criticar el projecte de llei perquè no investigués específicament la inversió en proves ràpides com una forma efectiva i rendible de proves a tota la població. Científics dels EUA, com el professor Michael Mina de la Universitat Harvard, van assenyalar que les proves eren un «complement molt potent a tot el que la gent ja fa» i que «les proves casolanes de COVID-19 podrien reduir la taxa d'infecció». Aquesta visió va ser reforçada pel professor William A. Haseltine, també de Harvard, en un article de la revista Forbes que proposava «que les proves ràpides i autoadministrades poguessin frenar la marea cada vegada més gran de malalties i morts» i un article de la professora Annie Sparrow. Mount Sinai, Nova York, proposa «Les proves de massa barates són vitals per a la victòria de la pandèmia» davant «l'emergència de la soca B117 altament contagiosa i de ràpida expansió al Regne Unit i una soca similar de Sud-àfrica». No obstant això, les proves ràpides a domicili de COVID-19 eren disponibles públicament per a persones el gener de 2020 després de l'aprovació anterior de la FDA. Aquestes proves van ser reemborsades per l'assegurança mèdica nord-americana per a persones amb símptomes de covid-19 o aquelles que hagin tingut un contacte estret amb una persona infectada o amb algú que presentés símptomes. Un article al Washington Post proposava que el màxim benefici de les proves ràpides als Estats Units no es realitzaria fins que «el govern federal no cobrís les proves per a persones asimptomàtiques, ja que la transmissió per aquestes persones és una part tan important del brot», ja que la prova d'aquestes persones no era coberta per una assegurança mèdica. El gener de 2021, per ordres executives presidencials el nou president dels Estats Units van tornar a invertir en desenvolupament ràpid de tecnologia de proves.

### Valor del mercat global
Les proves ràpides és van popularitzar arreu al món, i el 2022 representaven un valor de mercat de 15 mil milions de dòlars. Es preveu que el mercat es va calmar devers ek 2024 per mor de la vacunació de la població mundial a la fi de 2023. Als Estats Units, el mercat de proves ràpides va atènyer 3.900 milions de dòlars EUA, amb una taxa de creixement superior als 20% en hospitals, clíniques, Àsia Pacífic, però també com a proves d’usuaris finals. Analistes del mercat internacional han pronosticat que els fabricants de proves ràpides s’enfrontaran a demandes creixents, a mesura que més persones i països comencen a fer proves ràpides per identificar individus amb símptomes més lleus. Diversos comentaristes i científics dels Estats Units eren preocupats si la indústria seria capaç de satisfer la demanda mundial i fabricar els centenars de milions de proves ràpides i freqüents.